# Fontana delle Tartarughe

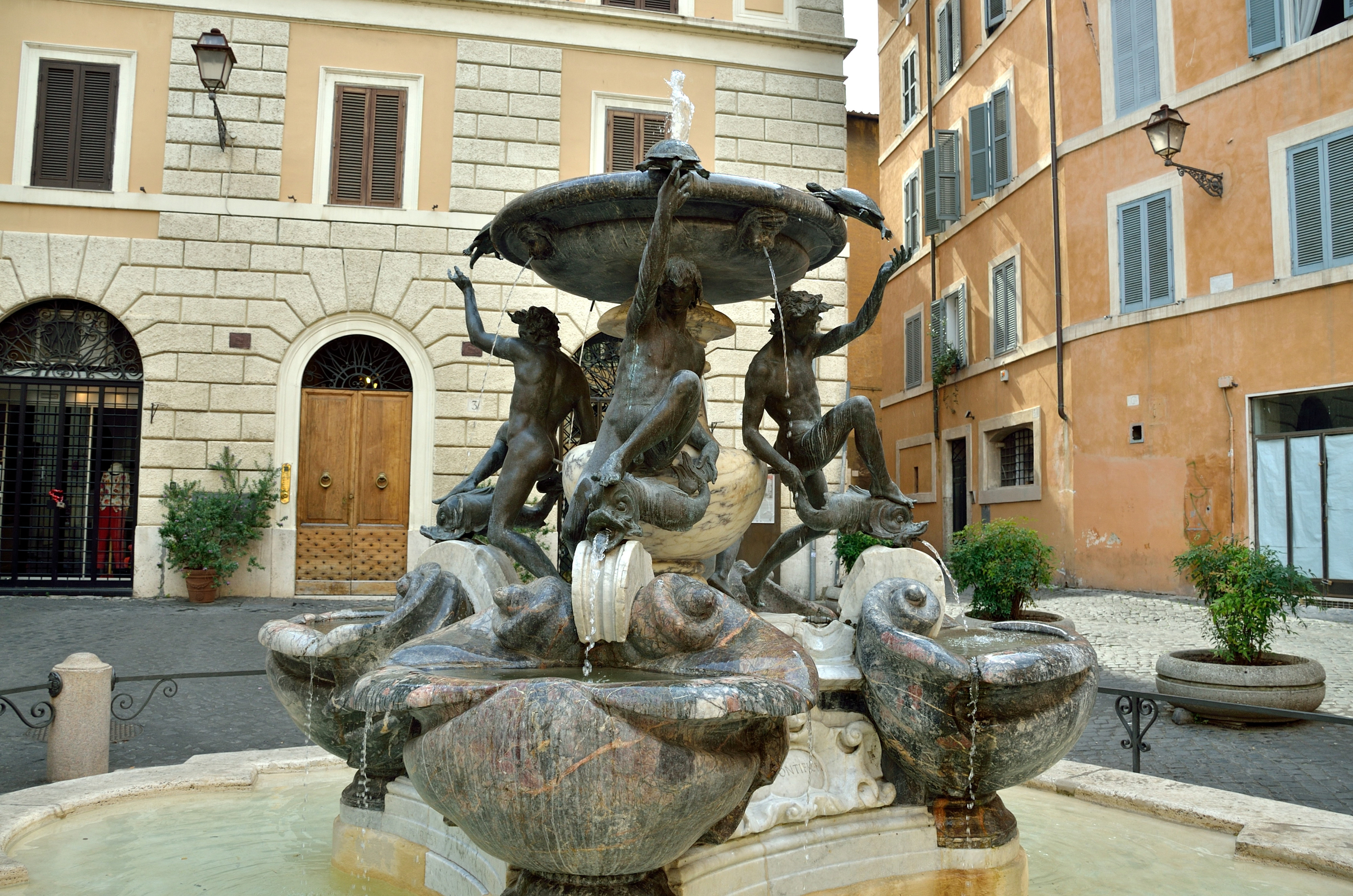
De Fontana delle Tartarughe in 2014

Fontana delle Tartarughe (Schildpaddenfontein) is een fontein aan de Piazza Mattei in de wijk (rione) Sant'Angelo in de Italiaanse hoofdstad Rome. 
De familie Mattei, die haar paleis aan het plein had, gaf in 1581 opdracht voor de bouw van de fontein naar een ontwerp van Giacomo della Porta. Na vervaardiging van de bronzen door Taddeo Landini (± 1550/1561 - 1596), werd de fontein in 1588 in gebruik genomen. Aan de beelden van vier efebes, in identieke maar gespiegelde houdingen gezeten op kleine dolfijnen, werden bij een restauratie in 1658 vier schildpadden toegevoegd door Gianlorenzo Bernini of Andrea Sacchi. Het lijkt of de efeben ze omhoog duwen om te drinken.
Oorspronkelijk zou een deel in marmer worden uitgevoerd, een steensoort die betrekkelijk snel erodeert onder invloed van water. Ook waren er in eerste instantie acht dolfijnen, maar vier extra spuitmonden namen te veel van de waterdruk weg. De bovenste dolfijnen werden elders gebruikt en hun vermoedelijke plaats later ingenomen door de schildpadden.
De schildpadden zijn meermaals gestolen en ten slotte door de stad Rome overgebracht naar de Capitolijnse Musea. De schildpadden die nu te zien zijn in de fontein zijn in feite kopieën.